# Bad for Good
Bad for Good ist das Debütalbum und zugleich das einzige Album des verstorbenen Komponisten und Sängers Jim Steinman. Es wurde 1981 veröffentlicht. Das komplett von Jim Steinman komponierte Album wurde größtenteils von ihm gesungen. Einige Titel wurden von Rory Dodd interpretiert. Das Album war das Nachfolgealbum der erfolgreichen Steinman-/Meat-Loaf-Zusammenarbeit Bat Out of Hell, aber Meat Loafs Stimmprobleme aufgrund einer anstrengenden Tournee veranlassten Steinman, das Album als Soloprojekt zu veröffentlichen.
Auf der Original-Vinyl-Veröffentlichung waren The Storm und Rock and Roll Dreams Come Through lediglich als Bonustitel in Form einer dem Album beigelegten Single enthalten. Diese Lieder sind nach Steinmans Konzept das Intro und das Outro des Albums. Auf der CD-Veröffentlichung sind The Storm und Rock and Roll Dreams Come Through die beiden Schlusslieder, was Steinmans beabsichtigter Reihenfolge widerspricht. Die kanadische Ausgabe bietet die gewünschte Reihenfolge von Jim Steinman.

## Titelliste
Alle Songs wurden von Jim Steinman geschrieben.
1. The Storm – 4:28
2. Bad for Good – 8:45
3. Lost Boys and Golden Girls – 4:36; gesungen von Rory Dodd
4. Love and Death and an American Guitar – 2:38
5. Stark Raving Love – 7:23
6. Out of the Frying Pan (And Into the Fire) – 6:12
7. Surf’s Up – 5:25; gesungen von Rory Dodd
8. Dance in My Pants – 7:58; im Duett mit Karla DeVito
9. Left in the Dark – 7:12
10. Rock and Roll Dreams Come Through – 6:29; gesungen von Rory Dodd

## Mitwirkende
- Jim Steinman – Sänger, Keyboard
- Rory Dodd – Sänger bei „Lost Boys and Golden Girls“, „Surf’s Up“, „Rock and Roll Dreams Come Through“, Backing Vocal
- Karla DeVito – Leadsängerin bei „Dance in My Pants“
- Todd Rundgren – Gitarre, Backing Vocal
- Davey Johnstone – Gitarre, Mandoline
- Steve Buslowe – Bass
- Kasim Sulton – Bass, Backing Vocal
- Neal Jason – Bass
- Roy Bittan – Klavier, Keyboard
- Steven Margoshes – Klavier, Leiter der New Yorker Philharmoniker bei „The Storm“
- Roger Powell – Synthesizer
- Larry Fast – Synthesizer
- John Wilcox – Schlagzeug
- Max Weinberg – Schlagzeug
- Alan Schwartzberg – Schlagzeug
- Joe Stefko – Schlagzeug
- Jimmy Maelen – Schlagzeug
- Alan Rubin – Trompete
- Tom Malone – Posaune
- Lew Del Gatto – Bariton Saxophon
- Lou Marini – Tenorsaxophon, Saxophon-Solo bei „Rock and Roll Dreams Come Through“
- Ellen Foley – Sängerin
- Eric Troyer – Sänger
- Carlos Calello – Leiter der New Yorker Philharmoniker bei „Left in the Dark“

## Produktion
- Produzenten: Jimmy Iovine, John Jansen, Andrew Kazdin, Todd Rundgren, Jim Steinman, Jimmy White
- Techniker: Tom Edmonds, John Jansen, Todd Rundgren, Gray Russell, Shelly Yakus
- Schnitt: John Jansen
- Mastering: Greg Calbi, Ted Jensen, George Marino
- Produktionskoordination: Gray Russell
- Arrangeur: Roy Bittan, Todd Rundgren, Jim Steinman, Tom Malone, Will Malone, Carlos Calello, Steven Margoshes
- Artdirector: John Berg
- Titelbildkonzept: Jim Steinman
- Titelbild: Richard Corben
- Fotograf: Don Hunstein

## Kommerzieller Erfolg

### Chartplatzierungen
| ChartsChartplatzierungen       | Höchstplatzierung | Wochen |
| ------------------------------ | ----------------- | ------ |
| Deutschland (GfK)              | 45 (6 Wo.)        | 6      |
| Vereinigte Staaten (Billboard) | 63 (17 Wo.)       | 17     |
| Vereinigtes Königreich (OCC)   | 7 (25 Wo.)        | 25     |

### Auszeichnungen für Musikverkäufe
| Land/Region                  | Auszeichnungen für Musikverkäufe (Land/Region, Auszeichnung, Verkäufe) | Verkäufe |
| ---------------------------- | ---------------------------------------------------------------------- | -------- |
| Vereinigtes Königreich (BPI) | Silber                                                                 | 60.000   |
| Insgesamt                    | 1× Silber ·                                                            | 60.000   |

## Verschiedenes
- Barbra Streisand nahm Left in the Dark für das Album Emotion auf und veröffentlichte es als Single.
- Meat Loaf nahm einen Großteil von Bad for Good auf:
  - Surf’s Up erschien auf Bad Attitude.
  - Rock and Roll Dreams Come Through, Out of the Frying Pan (And Into the Fire) und Lost Boys and Golden Girls erschienen auf „Bat Out of Hell II: Back into Hell“. Love and Death and an American Guitar wurde in Wasted Youth umbenannt und erschien ebenfalls auf dem Album, aber immer noch mit Jim Steinman.
  - Left in the Dark erschien auf Welcome to the Neighbourhood.
  - Bad for Good erschien auf „Bat Out of Hell III: The Monster Is Loose“.
  - Ein Teil von The Storm wurde bei „Bat out of Hell III“ als Intro von Seize the Night genutzt.
- Die Ouverture aus dem Musical „Tanz der Vampire“ ist ein Teil von The Storm.
- Opening of the Box des Albums Original Sin von Pandora’s Box ist ein Teil von The Storm.
- Das Musical „We Will Rock You“ verwendet Love and Death and an American Guitar für Dialoge.